# 케신 달비야

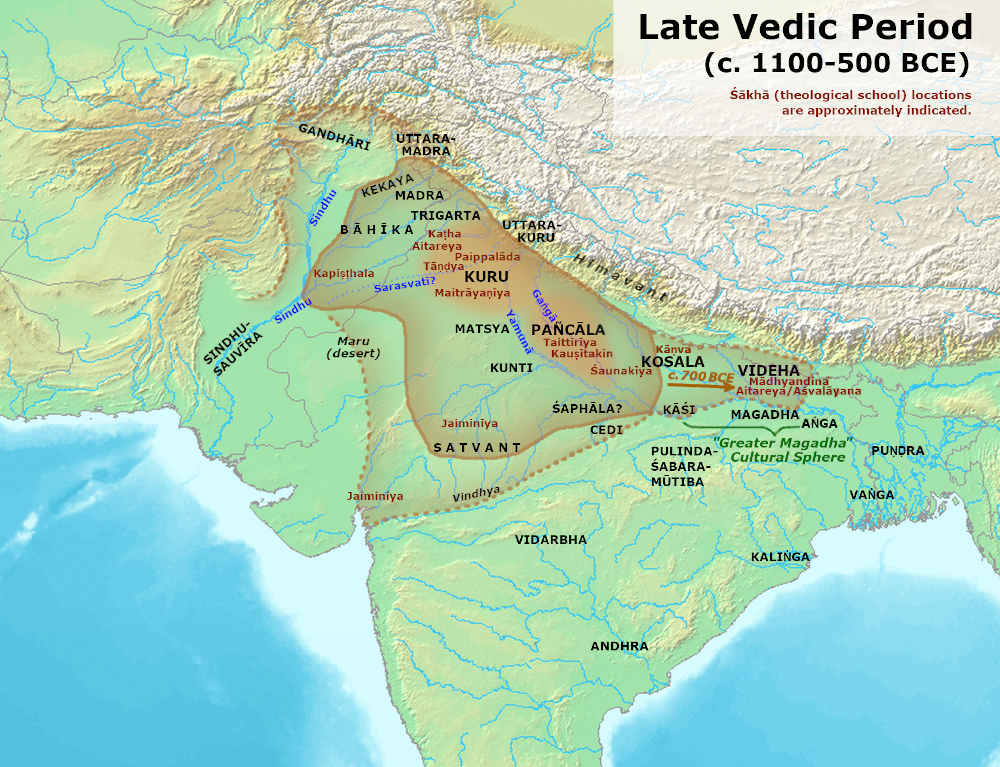
판찰라와 후기 베다 시대의 다른 왕국들

케신 달비야(Keśin Dālbhya) 또는 케신 다르비야(Keśin Dārbhya)는 후기 베다 시대인 기원전 900년에서 기원전 750년 사이에 판찰라를 다스린 왕이다.
그는 타이티리야 샤카와 자이미니야 브라마나에서 두드러지게 언급된다. 그의 외삼촌은 쿠루 국왕으로, 두 왕국의 결혼 동맹을 반영했다. 그의 치세에 비베다계 살바족에 의한 쿠루 왕국의 쇠퇴와 패배의 여파로 판찰라 왕국이 인도 북부의 지배적인 정치적, 문화적 중심지로 성장하기 시작했다. 후계자 없이 사망한 쿠바야의 아들인 쿠루 국왕 우차이스라바스의 조카인 그는 이후 리더십을 이어받아 베다 전통의 지속을 보장했다.
그의 왕조는 여러 세대에 걸쳐 권력을 유지했으며, 그의 후계자 중 한 명은 우파니샤드에서 언급된 철학자 왕 프라바하나 자이발리였다.

## 같이 보기
- 파리크시트